# Hyphilaria thasus
Hyphilaria thasus is een vlindersoort uit de familie van de prachtvlinders (Riodinidae), onderfamilie Riodininae.
Hyphilaria thasus werd in 1780 beschreven door Stoll.